# Solvi Stübing
Solvi Stübing (Berlino, 19 gennaio 1941 – Roma, 3 luglio 2017) è stata un'attrice, conduttrice televisiva, produttrice cinematografica e modella tedesca naturalizzata italiana. Fu attiva prevalentemente in Italia durante gli anni sessanta e settanta del XX secolo, periodo in cui divenne protagonista di un famoso spot televisivo. Occupò più volte la copertina di riviste per uomini, tra cui anche l'italiana Playboy.

## Biografia

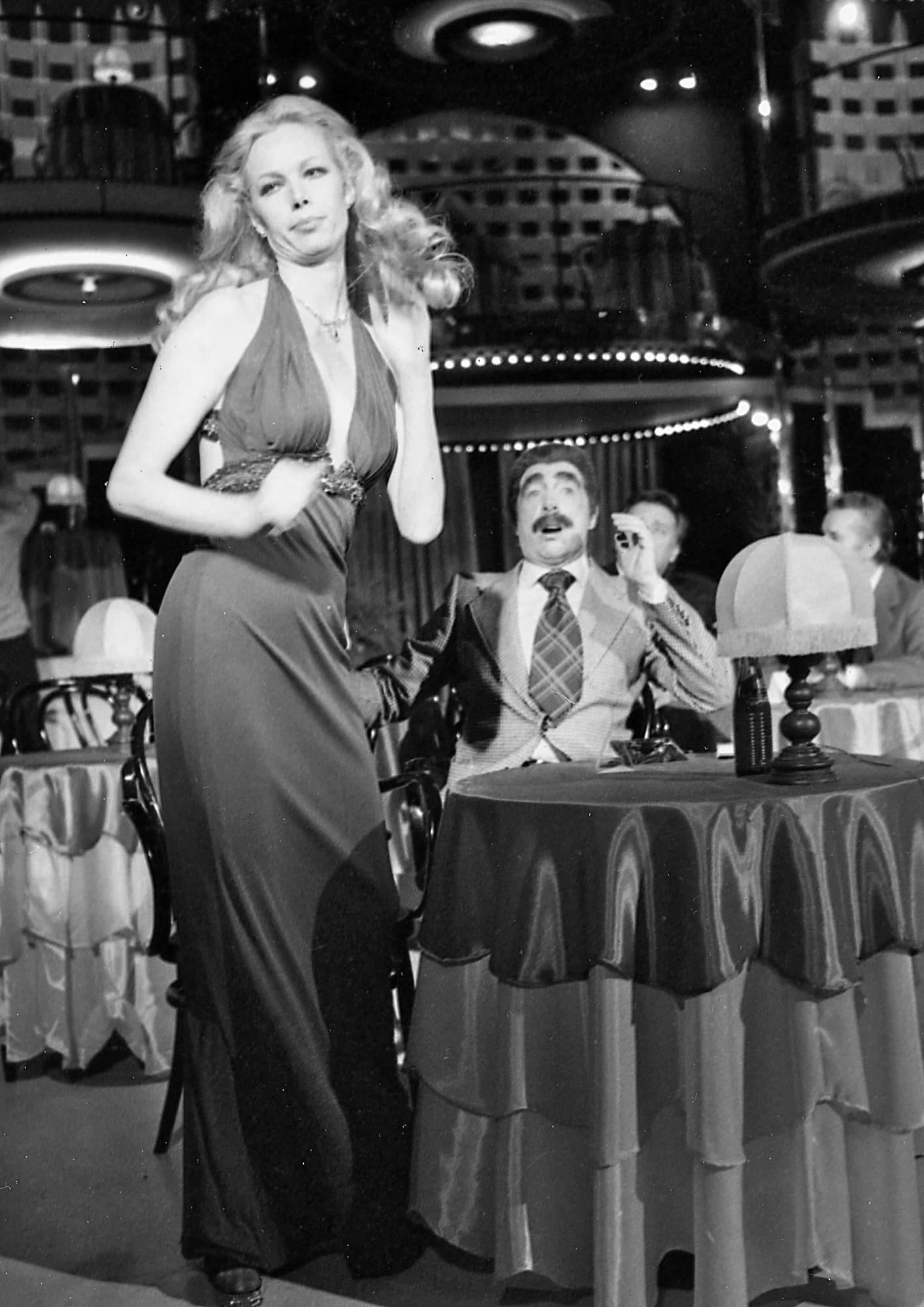
Solvi Stübing con Gino Bramieri nella commedia Povera Italia (1971-75) di Garinei e Giovannini

Da ragazza studiò cosmetica tra il 1958 e il 1959, quindi lasciò la Germania Est insieme alla famiglia per trasferirsi a Londra nel 1961 dove seguì i corsi di inglese per stranieri alla London School e quelli di recitazione in varie scuole di teatro. Si spostò poi in Italia, dove dal 1962 al 1965 frequentò una scuola per interpreti, per conseguire quindi la laurea nel corso per interpreti e traduttori a Perugia nel 1967. Successivamente, si iscrisse alla scuola di recitazione di Alessandro Fersen di Roma "Studio di arti sceniche" ispirata al metodo di Stanislavskij.
Iniziò la sua carriera come comparsa, alternando l'attività artistica a quella di fotomodella. Interprete anche di fotoromanzi, Solvi Stübing è ricordata per la sua avvenenza (occhi chiari e capelli biondi e un fisico da pin-up) ma soprattutto per essere stata testimonial negli anni sessanta (dal 1967 al 1972) di una celebre pubblicità televisiva ideata da Armando Testa (prima in bianco e nero, poi a colori) di una marca di birra, la Peroni (con il celebre slogan "Chiamami Peroni, sarò la tua birra!" ) che la rese celebre.
Per il cinema recitò in diversi film del cinema di genere (prettamente thriller, commedie erotiche, spaghetti-western, poliziotteschi, pellicole comiche con Franco e Ciccio), e negli anni settanta fu ritratta sulla copertina di Playmen e Playboy edizione italiana. Uno dei suoi ruoli più rilevanti è quello della vendicatrice in Nude per l'assassino di Andrea Bianchi.
Lasciò la recitazione per entrare in politica. Partecipò alle elezioni per il rinnovo del consiglio comunale di Roma del 29 e 30 ottobre 1989 nella lista dei pensionati. Fu membro della Commissione delle donne europee al tempo in cui Bettino Craxi era presidente del Consiglio dei ministri italiano e nelle elezioni del 12 giugno 2004 venne candidata al Parlamento europeo nelle liste di Alleanza Nazionale.
Dopo due film girati negli anni ottanta (Liebeskonzil, 1982, e Delitti, 1987), tornò su un set nel 2006 con la pellicola Il punto rosso, diretta da Marco Carlucci.
Dagli anni ottanta condusse una serie di rubriche sulla novità cinematografiche, trasmesse sulle syndication e nelle TV locali (Cinerama, Magic cinema, Cinemondo, Cinenews, Cinema mio, Cine Rubrica, Ciak si gira, Grande Sipario): rubriche prodotte dalla Isvema, società di cui lei possedeva una piccola quota di proprietà. Per la sua attività di distribuzione di servizi televisivi fu insignita del titolo di Cavaliere del lavoro. Collaborò inoltre con alcune riviste, sempre in qualità di esperta sulla settima arte.
Ebbe anche una sporadica attività di doppiatrice con film di una certa rilevanza, prestando tra l'altro la voce a Marisa Berenson in Barry Lyndon, Marthe Keller in Il maratoneta, Diana Scarwid in Pretty Baby.
Solvi Stübing era molto legata a Monte Argentario, in modo particolare a Porto Ercole, luogo che frequentò per lungo tempo.
Morì il 3 luglio 2017 all'età di 76 anni nella sua abitazione a Roma, dopo una lunga malattia. I funerali dell'attrice, che era cattolica, vennero celebrati la mattina seguente nella chiesa di Santa Chiara a Vigna Clara. È sepolta al cimitero Flaminio.

## Vita privata
Era moglie del produttore cinematografico e documentarista italiano Raffaele Mallucci, che sposò nel 1980. 

## Filmografia

### Cinema
- Le sette vipere (Il marito latino), regia di Renato Polselli (1964)
- Lo sceriffo che non spara, regia di José Luis Monter e Renato Polselli (1965)
- Io la conoscevo bene, regia di Antonio Pietrangeli (1965)
- Made in Italy, regia di Nanni Loy (1965)
- L'ombrellone, regia di Dino Risi (1965)
- Io, io, io... e gli altri, regia di Alessandro Blasetti (1966) – non accreditata
- New York chiama Superdrago, regia di Giorgio Ferroni (1966)
- 2 mafiosi contro Al Capone, regia di Giorgio Simonelli (1966)
- Come svaligiammo la Banca d'Italia, regia di Lucio Fulci (1966)
- La battaglia dei Mods, regia di Franco Montemurro (1966)
- Operazione San Gennaro, regia di Dino Risi (1966)
- Tiffany memorandum, regia di Sergio Grieco (1967)
- Nudisti all'isola di Sylt (Heißer Sand auf Sylt), regia di Jerzy Macc (1968)
- Oswalt Kolle: Das Wunder der Liebe II - Sexuelle Partnerschaft, regia di Alexis Neve (1968)
- Il clan di Hong Kong (Die jungen Tiger von Hongkong), regia di Ernst Hofbauer (1969)
- Heintje - Ein Herz geht auf Reisen, regia di Werner Jacobs (1969)
- Garringo, regia di Rafael Romero Marchent (1969)
- Ich spüre deine Haut, regia di Günter Schlesinger (1969)
- Die liebestollen Baronessen, regia di Alexis Neve (1970)
- Pussycat, Pussycat, I Love You, regia di Rod Amateau (1970)
- Le avventure di Gerard (The Adventures of Gerard), regia di Jerzy Skolimowski (1970)
- Atemlos vor Liebe, regia di Dietrich Krausser (1970)
- Blindman, regia di Ferdinando Baldi (1971)
- Oswalt Kolle: Liebe als Gesellschaftsspiel, regia di Werner M. Lenz – documentario (1972)
- Le Amazzoni - Donne d'amore e di guerra, regia di Alfonso Brescia (1973)
- Nude per l'assassino, regia di Andrea Bianchi (1975)
- Le deportate della sezione speciale SS, regia di Rino Di Silvestro (1976)
- La banda del gobbo, regia di Umberto Lenzi (1977)
- L'ingorgo, regia di Luigi Comencini (1979)
- Liebeskonzil, regia di Werner Schroeter (1982)
- Delitti, regia di Giovanna Lenzi (1987)
- Il punto rosso, regia di Marco Carlucci (2006)
- Strip Nude for Your Giallo, regia di David Gregory – documentario (2005)
- Al di là del lago – serie TV, episodio Patrizia (2011)

### Televisione
Per la televisione italiana, su Rai 1, partecipò ad alcune serie di sketch della rubrica pubblicitaria televisiva Carosello pubblicizzando:

- nel 1965 e 1966 la benzina BP;
- nel 1969 le caramelle Dolcevoglia della Dufour;
- tra il 1968 e il 1976, con altri attori, la birra Peroni.

## Doppiaggio
- Marisa Berenson in Barry Lyndon
- Silvana Fusacchia in Il Casanova di Federico Fellini
- Marthe Keller in Il maratoneta
- Diana Scarwid in Pretty Baby[17]

## Doppiatrici italiane
- Melina Martello in New York chiama Superdrago
- Fiorella Betti in Nude per l'assassino